# Godshuizen van het Metselaarsambacht

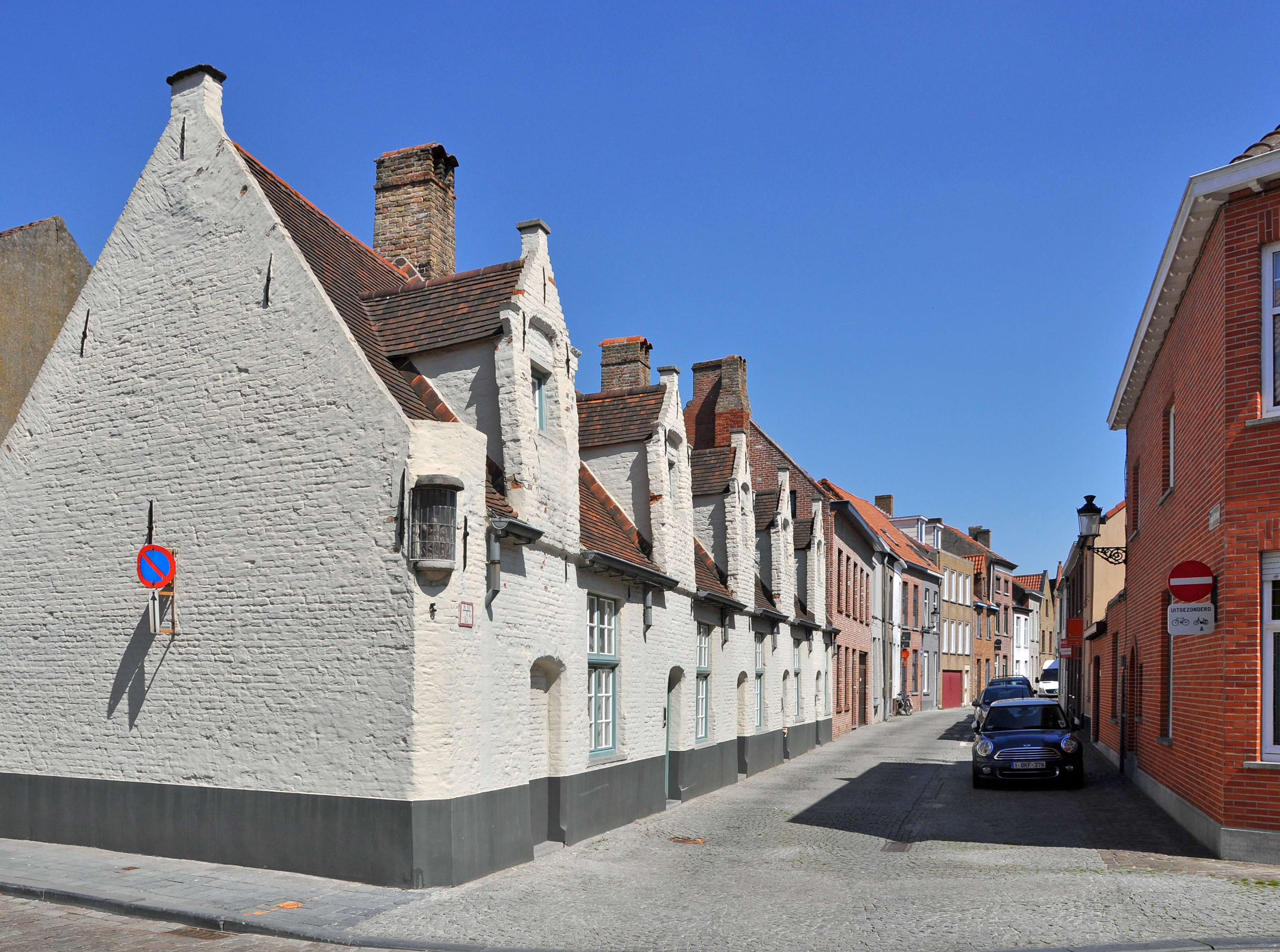
De godshuisjes in het Noord-Gistelhof

De Godshuizen van het Metselaarsambacht zijn gelegen in het Noord-Gistelhof 1-9 in Brugge.

## Geschiedenis
In 1757 kocht het metselaarsambacht vijf zeventiende-eeuwse huisjes aan in het Noord-Gistelhof, om dienst te doen als woonst voor bejaarde en verarmde beroepsgenoten.
In 1796 eigendom geworden van de Commissie van Burgerlijke Godshuizen.
In 1994 werd een restauratie uitgevoerd, waarbij vijf wooneenheden tot drie werden herleid en twee deuren werden gedicht. Op de afgeschuinde hoek staat, achter glas, een kopie in terracotta van het oorspronkelijk zeventiende-eeuwse Mariabeeld. 
Deze godshuizen zijn niet als monument beschermd.